# Plan de Talleyrand para la partición de Bélgica

Reparto de Bélgica de acuerdo con la proposición del embajador francés Talleyrand durante la Conferencia de Londres de 1830.

El plan de Talleyrand para la partición de Bélgica fue una propuesta desarrollada en 1830 durante la Conferencia de Londres por el embajador francés en Inglaterra, Charles Maurice de Talleyrand. Dicha propuesta fue parte de las intensas negociaciones llevadas a cabo por las cinco grandes potencias de la época (Austria, Francia, Prusia, Reino Unido y Rusia) con vistas a resolver el futuro de Bélgica tras el éxito de la revolución independentista.

## Antecedentes
Después del Congreso de Viena en 1815, Bélgica y Holanda quedaron unidas (junto con el Principado de Lieja y el Gran Ducado de Luxemburgo) en el denominado Reino Unido de los Países Bajos. Sin embargo, diferencias lingüísticas, religiosas, económicas y políticas (en resumidas cuentas, Holanda discriminaba de forma constante a Bélgica y abusaba de su posición dominante) no tardaron en provocar tensiones que acabaron conduciendo a una revolución popular en 1830, al establecimiento de un gobierno provisional  con capital en Bruselas (26 de septiembre) y, finalmente, a la proclamación de independencia belga (4 de octubre). 
Las principales potencias de Europa se encontraron divididas en cuanto al futuro de Bélgica. Francia deseaba la secesión de la francófona Valonia con vistas a una futura anexión del territorio. Pero las demás naciones, temerosas de un nuevo fortalecimiento francés (el recuerdo de la Era Napoleónica aún permanecía fresco), se oponían a dicha demanda. Conforme se sucedían los acontecimientos, todas las partes empezaron a comprender que el mantenimiento de la unidad de los Países Bajos no iba a ser posible. Los representantes de las grandes potencias acordaron reunirse en Londres (4 de noviembre) para resolver la situación y evitar en cualquiera de los casos un nuevo conflicto europeo.

## El plan de Talleyrand
Durante el desarrollo de la Conferencia de Londres (1830) donde debía acordarse el destino de Bélgica, el embajador francés propuso la división de los Países Bajos del Sur: 
- La provincia de Amberes (excepto su ciudad homónima) y Limburgo (a excepción de Maastricht) permanecerían dentro de los Países Bajos, al igual que una pequeña parte de la provincia de Brabante.
- Prusia se anexionaría las provincias de Lieja, Limburgo y Namur situadas al este del río Mosa, así como las ciudades de Maastricht, Namur y Lieja. También el Gran Ducado de Luxemburgo entraría a formar parte del estado prusiano.
- Parte de la provincia de Flandes Oriental, casi toda la provincia de Brabante, Henao y Namur (al oeste del Mosa), serían anexionadas por Francia.
- Flandes Occidental, la mayor parte de Flandes Oriental y la ciudad de Amberes quedarían bajo protección británica.

## Consecuencias
La anexión de la parte francófona de los Países Bajos era un sueño durante mucho tiempo perseguido por Francia. Sin embargo, el país galo no estaba en condiciones de hacer valer sus reclamaciones tras el reciente triunfo de la Revolución de Julio y la necesidad de consolidar el nuevo régimen político. El propio Talleyrand era consciente de esto y acabó por sumarse a la proposición del secretario del Foreing Office británico, Lord Palmerston, de aceptar la independencia de Bélgica.     
La resolución fue desarrollada en el Protocolo de Londres que, entre otras cosas, obligaba al naciente país al mantenimiento de una estricta neutralidad internacional y a aceptar las fronteras belgo-holandesas existentes en 1790. Los belgas no se sintieron satisfechos en un primer momento con el protocolo y se debieron rectificar varios aspectos del mismo dando lugar al Tratado de los Dieciocho Artículos. Este sí sería aceptado el 26 de junio de 1831, quedando Bélgica constituida como una monarquía parlamentaria encabezada por Leopoldo I. Sin embargo, Holanda se negó a estampar su firma en el tratado y durante los siguientes ocho años buscó revertir la independencia belga a través de una serie de breves conflictos bélicos que no rebasarían el ámbito local. El acuerdo final se alcanzaría a través del Tratado de Londres de 1839, fecha en la que se puede dar por concluida la existencia del Reino Unido de los Países Bajos.    